# For.

『For.』（フォー）は、日本のバンドsumikaの4枚目のオリジナル・フル・アルバム。Sony Recordsから2022年9月21日に発売。

## 概要
前作『AMUSIC』から1年半ぶりのリリースで、sumikaのフル・アルバムの間隔としては過去最短である。
2022年8月9日、本作のリリース発表と、「sumika FANCLUB LIVE TOUR 2022『縁会』」で初披露された未発表曲『透明』が使用された本作のティザー映像が公開された。
2022年8月19日、CDとBlu-rayの収録内容が解禁された。

## アートワーク
初回生産限定盤A・B・通常盤の3形態で発売されA・BはBlu-ray付属。
初回生産限定盤Aは撮り下ろしライブ映像『sumika Film #11 ～ Special Live「Little Crown 2022」～』を収録。特典の“秘密本”を同梱。
初回生産限定盤Bは、5月17日に開催されたライブ映像『sumika Film #12 sumika FAN CLUB LIVE TOUR 2022『縁会』2022.5.17 at Zepp Haneda(TOKYO)』を収録。

## ディスクジャケット
ディスクジャケットは3形態とも異なるデザイン。Aはデザイナー栗原慶太による描き下ろしイラスト、Bは俳優・蒔田彩珠の写真、通常盤は配信シングル「Jasmine」ジャケットでコラボレーションしたYUH TAKUNOによる描き下ろしペイント。

## 収録曲

### CD収録楽曲（全形態共通）
作詞：片岡健太（「透明」のみ片岡健太・黒田隼之介）
| No. | 収録曲        | 作曲       | タイアップ                                                                                   | MV | 再生時間 |
| --- | ------------- | ---------- | -------------------------------------------------------------------------------------------- | -- | -------- |
| 1   | New World     | 黒田隼之介 |                                                                                              |    | 2:42     |
| 2   | Glitter       | 片岡健太   | テレビ朝日系『NUMAnimation』枠テレビアニメ『カッコウの許嫁』第2クールオープニングテーマ      | 〇 | 3:20     |
| 3   | 何者          | 片岡健太   |                                                                                              |    | 2:35     |
| 4   | フレア        | 小川貴之   |                                                                                              |    | 5:24     |
| 5   | Simple        | 小川貴之   | クラレ『きっと明日も、ハレ、クラレ』CMソング                                                 | 〇 | 4:49     |
| 6   | リタルダンド  | 黒田隼之介 | 日本テレビ系『ぶらり途中下車の旅』テーマソング                                               | 〇 | 3:50     |
| 7   | Babel         | 片岡健太   |                                                                                              | 〇 | 3:40     |
| 8   | 透明          | 黒田隼之介 |                                                                                              |    | 3:31     |
| 9   | 言葉と心      | 片岡健太   |                                                                                              | 〇 | 3:29     |
| 10  | Jasmine       | 片岡健太   | フジテレビ系『バイキングMORE』テーマソング                                                   | 〇 | 3:48     |
| 11  | Porter        | 片岡健太   | CONVERSE CAMPING SUPPLYとコラボ                                                              | 〇 | 3:55     |
| 12  | チョコレイト  | 小川貴之   |                                                                                              | 〇 | 4:18     |
| 13  | Shake & Shake | 片岡健太   | 朝日放送テレビ・テレビ朝日系『ANiMAZiNG!!!』枠テレビアニメ『美少年探偵団』オープニングテーマ | 〇 | 4:09     |
| 14  | Lost Found.   | 黒田隼之介 |                                                                                              |    | 5:55     |

15曲目に隠しトラックとして「雨天決行 -第二楽章-(再生時間 2:37)」を収録。

### Blu-ray収録内容

#### 初回生産限定盤A
sumika Film #11 〜Special Live「Little Crown 2022」〜
1. 10時の方角
2. 絶叫セレナーデ
3. Shake & Shake
4. イコール
5. Traveling
6. グライダースライダー
7. Babel
8. 春夏秋冬
9. Glitter
10. センス・オブ・ワンダー

#### 初回生産限定盤B
sumika Film #12 sumika FANCLUB LIVE TOUR 2022『縁会』2022.5.17 at Zepp Haneda(TOKYO)
1. 茜色の群青
2. MY NAME IS
3. イナヅマ
4. ソーダ
5. enn
6. ふっかつのじゅもん
7. ライラ
8. ファンファーレ
9. Shake & Shake
10. 彗星
11. ほこり
12. 10時の方角
13. 透明

## 参加ミュージシャン
sumika : Arrangement (except M7)
- 片岡健太 : Vocal, Acoustic Guitar (M2,9,10,13),  Electric Guitar (M3,9,11), Chorus (M2,6,11),Percussion (M2,11) & Whistle (M6)
- 荒井智之 : Drums (except M5,7), Percussion (M1,14), Chorus (M9)
- 黒田隼之介 : Electric Guitar (except M7), Acoustic Guitar (M4,6,8,12,14), Chorus (M3,6,8,9,14), Programming (M1) & Whistle (M6)
- 小川貴之 : Piano (M2,4,6,8,9,10,12,13,14), Chorus (M2,3,4,5,6,9,10,13,14), Organ (M1,8), Synthesizer (M3), Programming (M5) & Whistle (M6)

- 宮田'レフティ'リョウ (M2,3,5,13), ハヤシベトモノリ (M2), 向笠高章 (Show-oN) (M14)：Arrangement & Programming
- George (MOP of HEAD)：Synthesizer (M8), Arrangement (M1) & Programming (M1)
- TeddyLoid (M7)：Arrangement, All Instruments & Programming
- 井嶋啓介(M9,14), 須藤優 (XIIX) (M4,8,10,12), 鳥越啓介 (M2,13), 田村明浩 (スピッツ) (M11), 二家本亮介 (M3), 真船勝博 (M6), 山口寛雄 (M1)：Bass
- 桑迫陽一 (M10)：Percussion
- 岩村乃菜：Chorus (M2,12,13) & Percussion (M4,6,12,13)
- 三浦太郎 (フレンズ)：Chorus (M8) & Percussion (M8)
- 後関好宏：Flute (M6) & Sax (M10)
- 赤塚謙一 (M10)：Trumpet
- 村上基 (M10)：Horn Arrangement & Trumpet
- ジェントル久保田 (M10)：Trombone
- CHICA Strings (M13)：Strings

　1st Violin：CHICA、2nd Violin：吉田翔平、Viola：細川亜維子、Cello：篠崎由紀
- 美央ストリングス (M4)：Strings & Strings Arrangement

　1st Violin：美央、伊能修、黒木薫、入江茜、2nd Violin：杉野裕、村井俊朗、下川美帆、小寺里奈、Viola：舘泉礼一、二木美里、Cello：笠原あやの、村中俊之
- 泉本弘美 (M3,4,9,10,11,13)：Chorus
- アドリブに強い社会人たち (M2) : Chorus
- PLUS Unison.：Gospel Chorus (M12)：（るーか、おかのやともか、りょーた、石橋かのん、もやもやcloudもっくん、もやもやcloudやや）
- まーびろ (PLUS Unison.) (M12)：Gospel Chorus Support
- HideboH (M10)：Tap Dance